# Добровольчий батальйон «Кавказ»
Добровольчий батальйон «Кавказ» - добровольчий диверсійний підрозділ, який воював на стороні України під час війни на сході України. 

## Історія
17 вересня 2014 року підрозділ звітував про ліквідацію 2 кадирівців на окупованому Донбасі. 
20 листопада підрозділ звітував про рейд на російський блокпост та ліквідацію 24 окупантів. 
1 грудня підрозділ звітував про ліквідацію 8 окупантів. 
14 січня 2015 року підрозділ звітував про рейд на російську казарму, ліквідовано 25 окупантів.
15 лютого підрозділ звітував про ліквідацію 13 окупантів: "У будинку спали 14 бойовиків, які навіть не спромоглися закрити двері на замок. Брати зайшли дуже тихо і одразу ж зарізали 10 русаків – ніхто не встиг видати жодного звуку. За ними пішли ще 3, а одного ми зв'язали і підвісили вгору ногами на ганку, на морозі. Нехай він відчує те, що відчували люди, яких цей російський покидьок залишив без даху над головою."
18 лютого підрозділ звітував про ліквідацію 4-х транспортних засобів окупанта. 
22 лютого підрозділ звітував про рейд на російський блокпост та ліквідацію 8 окупантів. 
В 2015 році підрозділ перестав існувати.

## Ідеологія

### Маніфест підрозділу
«Брати-українці! Сьогодні ми тут, тут для того, щоб допомогти вам перемогти в нерівній і нелегкій боротьбі з кривавою Імперією, яка вже не одну сотню років пригнічує вільні і миролюбні народи, що її оточують! Ми прийшли з гір, серед нас є люди з Дагестану, Чечні, Інгушетії, кабардинці, черкеси – ми всі прийшли по голови російських окупантів. Наші батьки дали русне по зубах на Кавказі, і наше покликання - загнати російське бидло туди, звідки воно з'явилося - в дику Московію, вигнати дику Орду із захоплених нею земель. Смерть кривавого російського монстра неминуча. Це факт. Це навіть не обговорюється. І ми зробимо все, щоб скинути цю тварину в безодню пекла якнайшвидше. 
Українська революція – це остаточна поразка російсько-імперських домагань на поневолення народів світу, і відлуння цієї революції чути у душах усіх пригнічених Москвою націй. Народи Кавказу пережили дві колоніальні війни у себе вдома, геноцид чеченців, агресію проти Грузії, в якій наша Батьківщина стала плацдармом для наступу російських орд на маленьку та беззахисну країну. Ми пережили фактичну анексію Москвою Абхазії та Південної Осетії – ці країни зайняли окрему камеру у російській в'язниці народів. Але ми не дозволимо українському народу страждати так само, як страждали ми, і як страждають нині татари та якути. Ми боремося на Кавказі і тут ми для того, щоб відкрити другий фронт проти нашого спільного ворога. Перед Українською революцією стоїть завдання величезної важливості: створити на планеті другу Чечню, або третю. Створити дві, три… багато Чечні – ось наше гасло.
Українці, ми навчимо вас поводитися з російськими рабами як годиться – ці тварини розуміють лише мову сили, і саме тому російські свині завжди обирають своєю основною ідеологією фашизм, і неважливо, якою – комуністичний, православний чи інший. Але російський фашизм викорінюється лише тоді, коли цей бидло заганяється назад у стійло чи його кров'ю поливається дерево Свободи. Ми покажемо вам, як поводяться зі худобою справжні воїни, ми тут.
Україна зробила свій європейський вибір, вибір, який зробили для себе багато чеченців, які переїхали до Європи. І саме для захисту вибору українських народів ми організували батальйон “Кавказ”, до якого записалося вже понад сто осіб. Нас забезпечили екіпіруванням добрі люди, багато чого нам ще не вистачає, але ми забезпечені достатньо для того, щоб під керівництвом нашого аміру почати вбивати росіян, які відвернулися навіть від завітів Ісуса. Вони хочуть панування на землі, забувши, що влада у Господа в руці. І все-таки, можливо, найближчим часом нам може знадобитися підтримка як братів, які залишилися на Кавказі, так і вас, українців.
Народи Кавказу з давніх-давен допомагали своїм братам по Уммі звільнитися від кайданів тиранії. Зараз наші товариші ведуть Джихад у Сирії, Іраку, Афганістані, Пакистані та Ємені. Вони прагнуть завоювати волю для народів цих країн, скинути з них ярмо тиранії проросійських режимів. Багато хто з нас хотів поїхати на Джихад до Сирії, але, дізнавшись про страждання українського народу, про те, як російські терористи вбивають мирних українців, ми зрозуміли, що наш Джихад тут. Пророк (с.а.в.с) заповідав нам надавати допомогу там і тоді, коли вона справді потрібна. Сьогодні наша допомога потрібна Україні. І ми прийшли. Ми прийшли не для того, щоб позувати зі зброєю в руках, не для показухи, яку влаштовують депутати, які прагнуть слави. Ми прийшли, щоб воювати по-справжньому і ми клянемося, що не шкодуватимемо патронів на нашому шляху. Адже визволивши вас з-під чобота окупантів, ми звільнимо решту народів: їхня імперія – це колос на глиняних ногах, яка посипається як картковий будиночок, як тільки ми ступимо на варварськи вкрадену нею землю.
Перемога чи Рай! Аллаху Акбар!» 